# Thomas Gaardsøe
Thomas Gaardsøe Christensen (Gassum, 23 novembre 1979) è un ex calciatore danese, che giocava come difensore.

## Palmarès
- Campionato danese: 1

Aalborg: 1998-1999